# Seitaro Tomisawa
Seitaro Tomisawa (富澤 清太郎 Tomisawa Seitaro?), född 8 juli 1982 i Tokyo prefektur, är en japansk fotbollsspelare.
Tomisawa började sin karriär 2001 i Tokyo Verdy. Med Tokyo Verdy vann han japanska cupen 2004. 2005 blev han utlånad till Vegalta Sendai. Han gick tillbaka till Tokyo Verdy 2006. Han spelade 184 ligamatcher för klubben. 2012 flyttade han till Yokohama F. Marinos. Han spelade 85 ligamatcher för klubben. Med Yokohama F. Marinos vann han japanska cupen 2013. Efter Yokohama F. Marinos spelade han för JEF United Chiba, Albirex Niigata och SC Sagamihara.